# Eötvös Tibor
Eötvös Tibor "Szandi" (Gebe, 1949. április 20. –) a Magyar érdemrend lovagkeresztjével kitüntetett artistaművész, a Magyar Artistaművészek és Cirkuszi Dolgozók Szakszervezetének elnöke.

## Élete
Anyai ágról (Picard Mariska) a Picard-dinasztiából, apai ágról (Eötvös Gábor zenebohóc) az Eötvös-dinasztiából származik. Cirkuszi kocsiban született, először kilencévesen lépett a porondra egy zenei produkcióban. Az Állami Artistaképző Intézetben zsonglőrként diplomázott, majd 1972-ben elvette feleségül Kovács Katalint, a Faludy csoport obermanját, akivel utána együtt léptek fel rúddobó-produkciójukkal Afrika kivételével az összes kontinensen, a világ legjobb cirkuszaiban. Előadásukkal diadalmaskodtak az 1978-as Monte-carlói Nemzetközi Cirkuszfesztiválon. Egy sérülést követően a Fővárosi Nagycirkusz művészeti osztályának igazgatóhelyettese lett, majd 1993-ban újraalapította lányával, Chilyvel az Eötvös Cirkuszt. Jelenleg a Magyar Artistaművészek és Cirkuszi Dolgozók Szakszervezetének elnöke.

## Díjai
- Magyar Érdemrend Lovagkeresztje (2019)